# São Pedro da Cipa
São Pedro da Cipa is een gemeente in de Braziliaanse deelstaat Mato Grosso. De gemeente telt 4.241 inwoners (schatting 2009).